# Kaulbachstraße (München)
Die Kaulbachstraße ist eine etwa 1,45 km lange Münchner Einbahnstraße mit wechselnder Fahrtrichtung. Sie führt von der Schönfeldstraße in der Maxvorstadt nach Norden bis zur Maria-Josepha-Straße in Schwabing. Sie verläuft parallel zur Ludwigstraße / Leopoldstraße bzw. Königinstraße westlich des Englischen Gartens.

## Beschreibung
An ihr liegt der Bayerische Oberste Rechnungshof (9), das Institut français München (ehem. Palais Seyssel d’Aix) (13), die Kaulbach-Villa (15) mit dem Historischen Kolleg, das Orff-Zentrum (16), die Hochschule für Philosophie München (31a), das denkmalgeschützte Mietshaus Kaulbachstraße 44 und das „Marie-Antonie-Haus“ (49), 1930 gestiftet von James Loeb als erstes Studentinnenwohnheim in Erinnerung an seine Frau.
Die Straße ist als Ort des Kulturgeschichtspfads Maxvorstadt gelistet.

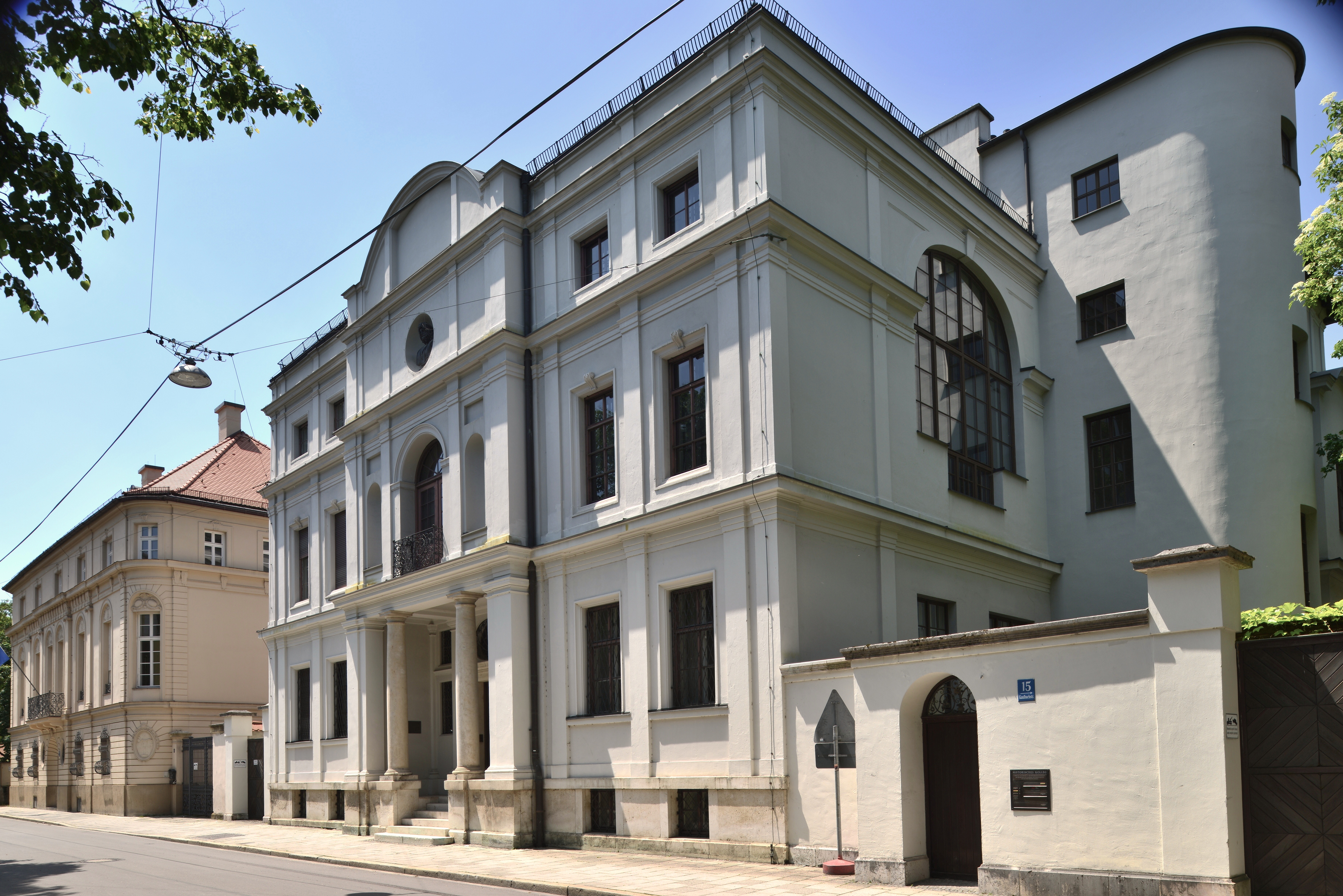
Kaulbach-Villa
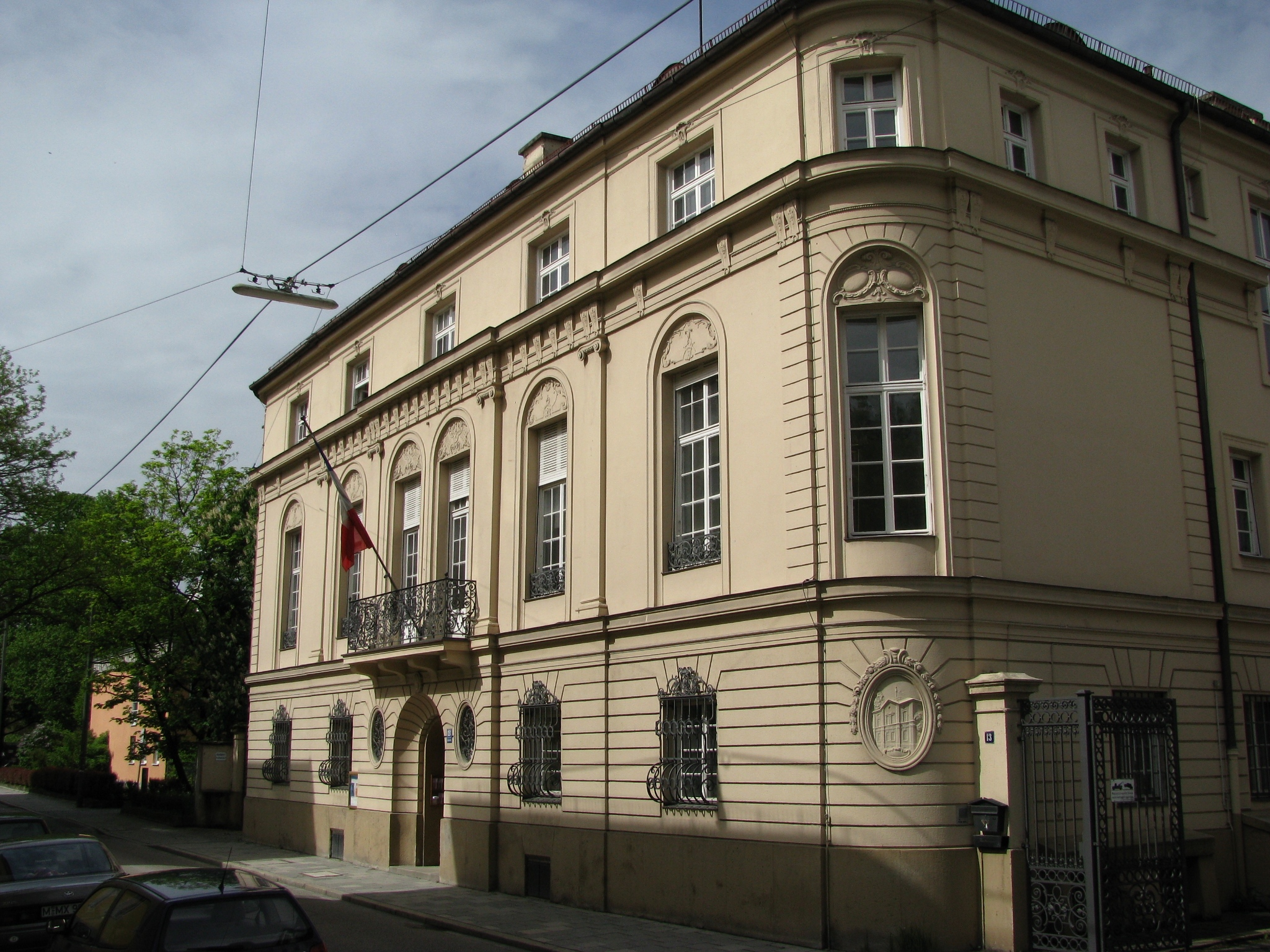
Palais Seyssel d’Aix
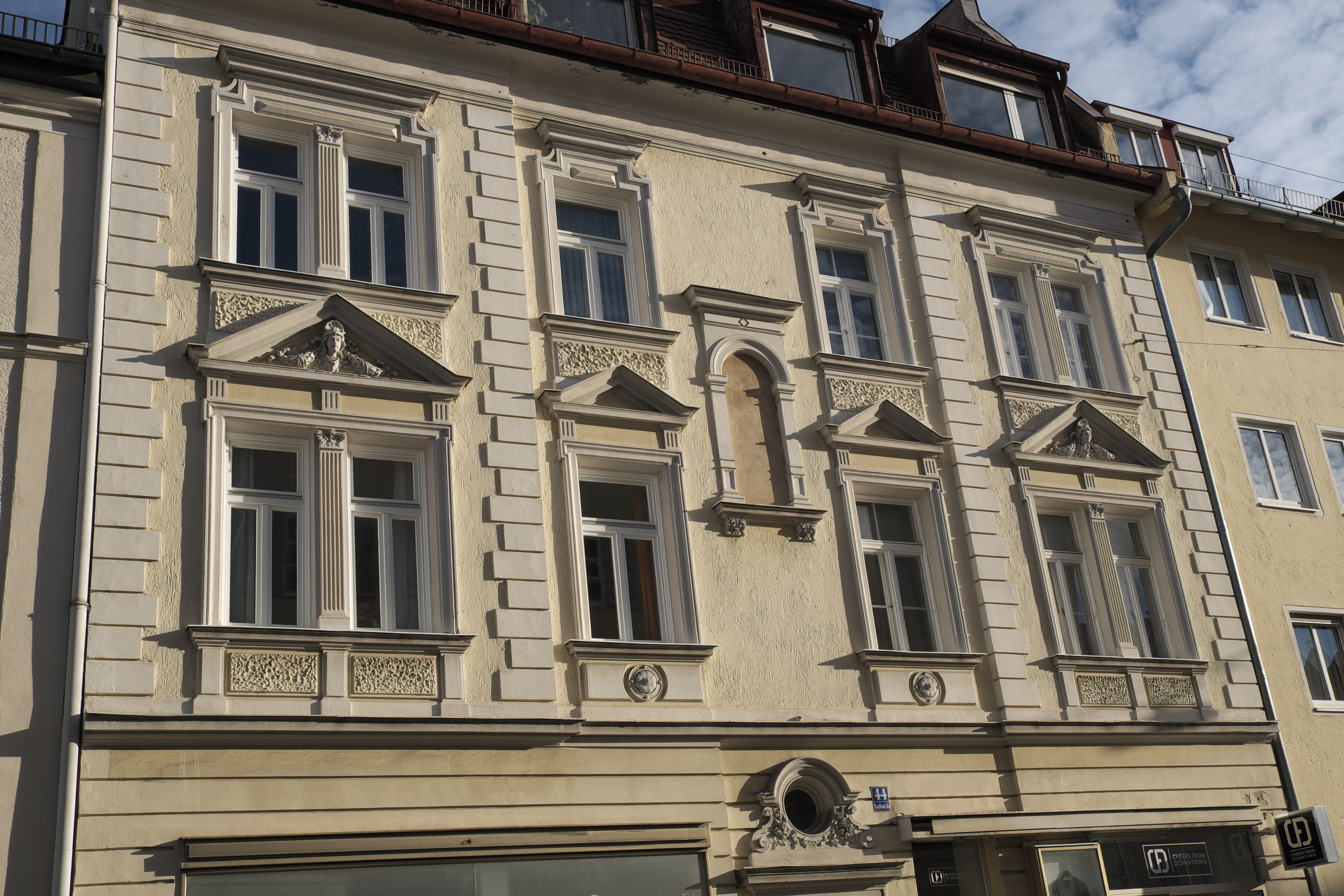
Kaulbachstraße 44
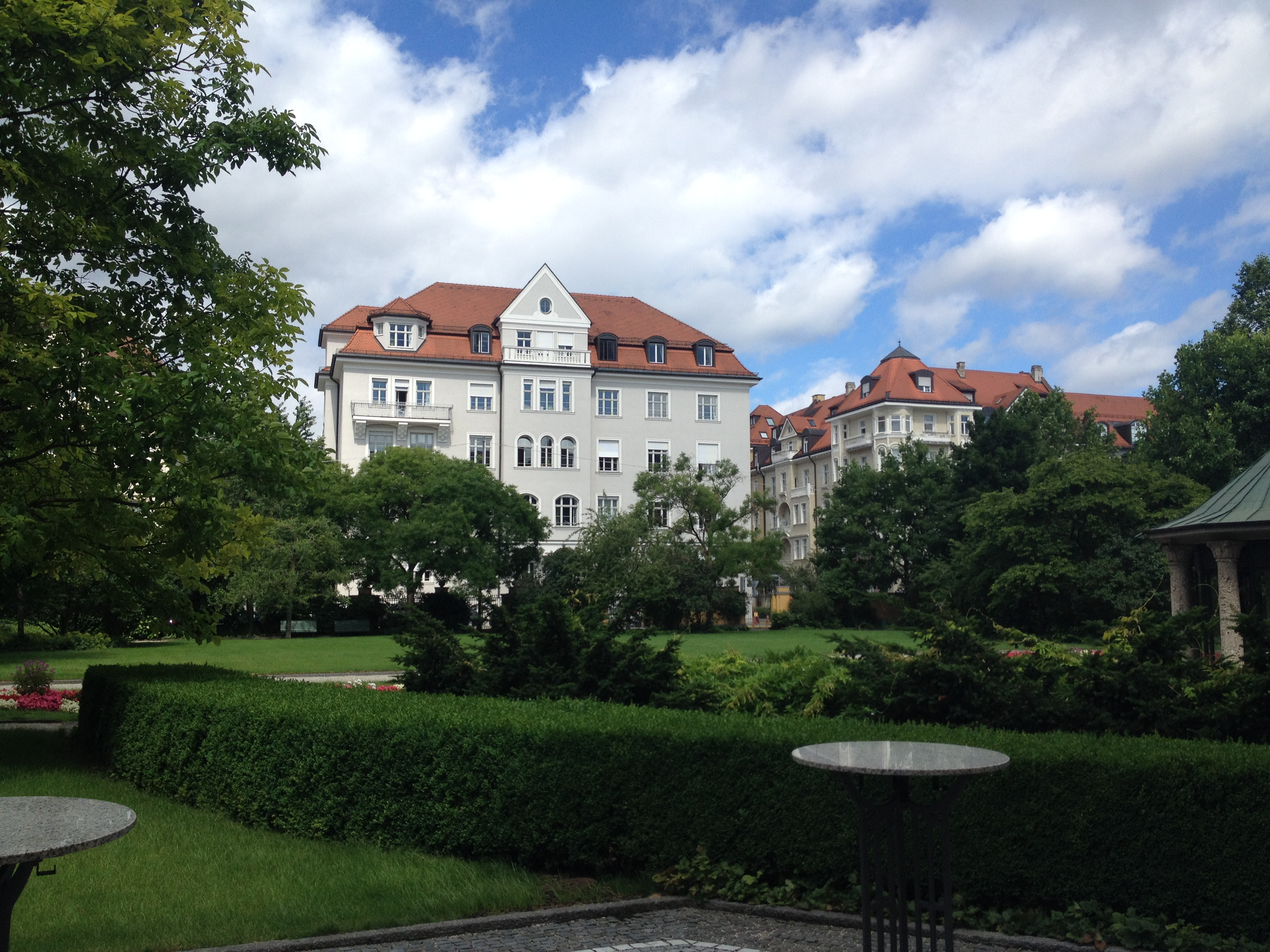
Kaulbachstraße 93
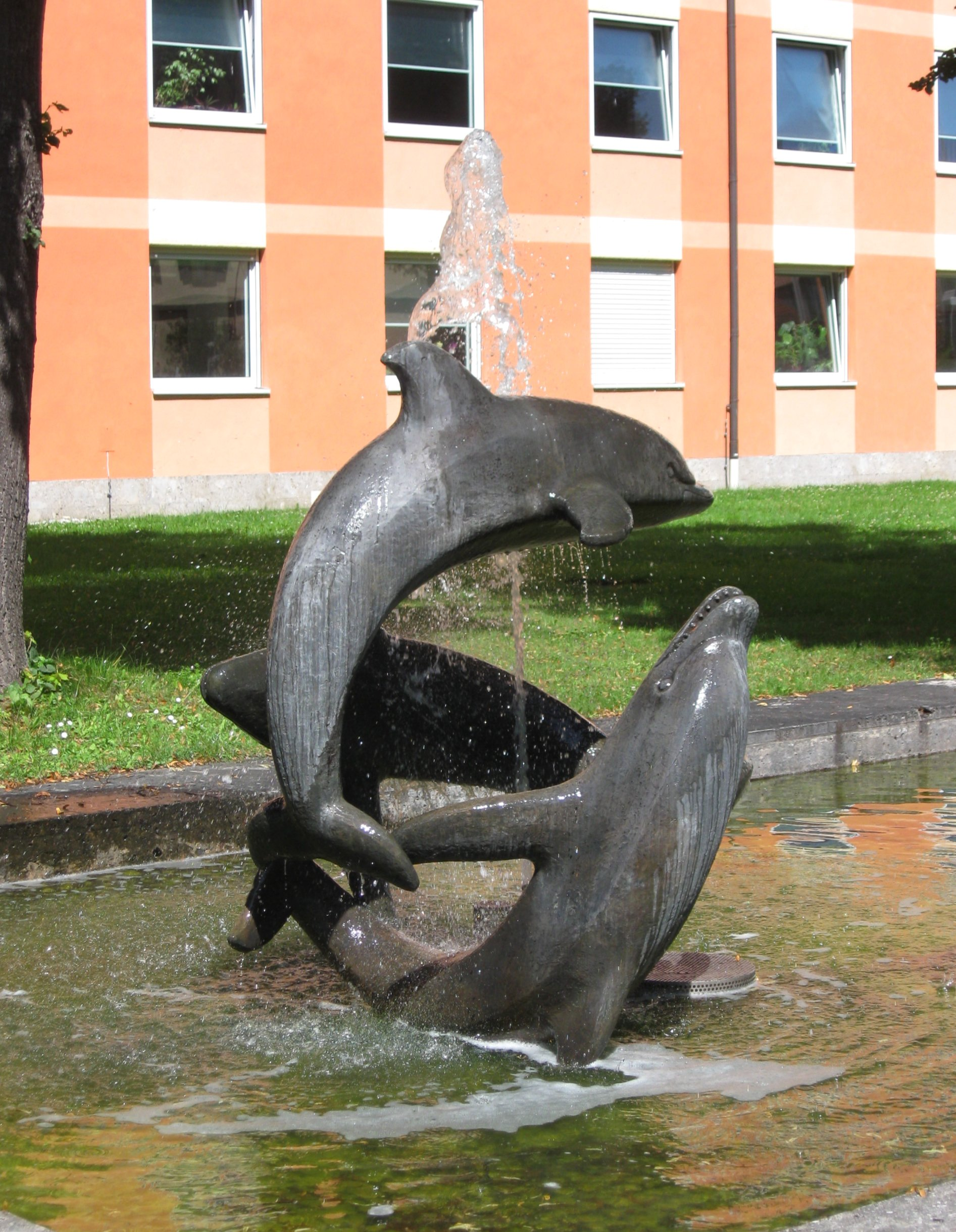
Delfin-Brunnen vor dem Rechnungshof

## Geschichte
Bereits ab 1789, nach der offiziellen Bekanntgabe der Projektierung des Englischen Gartens, wurde das Areal westlich des Englischen Gartens als Schönfeld-Vorstadt mit einer großzügigen Grundstückvergabe erschlossen. So entstanden entlang der Königinstraße, unmittelbar am Rand des Englischen Gartens, Fahrwege, um die zukünftigen Baugrundstücke zu erreichen. Nach Karl von Fischers Generalbaulinienplan kam es unter der Leitung von Friedrich Ludwig Sckell zur Ausführung dieser neu gestalteten Stadtteile. Einer dieser Wege erhielt die Bezeichnung Gartenstraße. Diese war in zwei Abschnitte unterteilt: zum einen die Obere Gartenstraße, die sich bis zur Veterinärstraße (der Grenze der Maxvorstadt zu Schwabing) erstreckte, zum anderen die Untere Gartenstraße, die sich ab der Veterinärstraße bis zur Ohmstraße zog. Die Ohmstraße lag bereits außerhalb der Landeshauptstadt im damals noch eigenständigen Schwabing. Im Herbst 1886 beschloss das Ministerium die einheitliche Benennung der Straße als Kaulbachstraße. Im Zuge dieser Namensvergabe wurde ein Weg, der bereits im Jahr 1881 unter der Bezeichnung Kaulbachstraße geführt war, im Jahr 1887 in Neureutherstraße, und die Obere- und Untere Gartenstraße in Kaulbachstraße umbenannt. Bis zum Jahr 1891 endete die Kaulbachstraße dann am Kisskaltplatz, seit dem Jahr 1930 ehemals unter der Bezeichnung Kaulbachplatz geführt. Erst Ende 1949 wurde die Kaulbachstraße bis zum Nikolaiplatz und zur Maria-Josepha-Straße erweitert; sie erhielt damit ihre jetzige Gesamtlänge. Diese neuerliche Verlängerung der Straße war nur durch die im Zweiten Weltkrieg stark zerstörten Wohnhausbauten und daraus resultierenden frei werdenden Areale möglich geworden.
Namensgeber ist der ab 1826 in München lebende Maler Wilhelm von Kaulbach. Früher befanden sich die Hochschule für Fernsehen und Film München und die Internationale Jugendbibliothek in der Kaulbachstraße 16, bevor das Gebäude zum Carl-Orff-Zentrum umgewidmet wurde. Im Haus Kaulbachstraße 20 wohnten der Maler Peter von Cornelius, später sein Neffe der Komponist Peter Cornelius, heute ist es das Verbindungshaus der KSStV Alemannia München. Im Haus Kaulbachstraße 35 lebte ab 1955 die Schauspielerin Erna Morena, im zugehörigen Gartengebäude 1911–1927 die Schriftstellerin Ricarda Huch. Im Haus Kaulbachstraße 63 lebte 1903 bis 1906 Franziska zu Reventlow  (Franziska Gräfin zu Reventlow) mit Bohdan von Suchocki und Franz Hessel. In der Kaulbach-Villa war bis 1962 der AFN Munich untergebracht.